# Jakubova Voľa
Jakubova Voľa es un municipio del distrito de Sabinov en la región de Prešov, Eslovaquia, con una población estimada a final del año 2024 de 397 habitantes.
Se encuentra ubicado en el centro-oeste de la región, en el valle del río Torysa (cuenca hidrográfica del río Tisza).

## Demografía
| Año        | 1994 | 2004    | 2014    | 2024    |
| ---------- | ---- | ------- | ------- | ------- |
| Población  | 407  | 394     | 420     | 397     |
| Diferencia |      | −3,19 % | +6,59 % | −5,47 % |

| Año        | 2023 | 2024    |
| ---------- | ---- | ------- |
| Población  | 393  | 397     |
| Diferencia |      | +1,01 % |